# Uciekinier (film 1987)
Uciekinier lub Ścigany (ang. The Running Man) – amerykański film dystopijny z 1987 roku na podstawie powieści Stephena Kinga (pod pseudonimem Richard Bachman).

## Fabuła
Od roku 2017, USA blokuje wszelkie formy wolności osobistej i staje się de facto dyktaturą.
Los Angeles, rok 2019. Policjant Ben Richards (Arnold Schwarzenegger) odmawia wykonania rozkazu strzelania do głodujących, protestujących ludzi. W rezultacie zostaje skazany na więzienie. Gdy odsiaduje wyrok, popularność zdobywa program Uciekinier. Zasady są proste: ludzie są ścigani przez zawodowych morderców. Twórca programu Damon Killian (Richard Dawson) proponuje, żeby do programu trafił Richards.

## Obsada
- Arnold Schwarzenegger – Ben Richards
- Maria Conchita Alonso – Amber Mendez
- Yaphet Kotto – William Laughlin
- Jim Brown – Fireball
- Jesse Ventura – Kapitan Freedom
- Erland van Lidth – Dynamo
- Marvin J. McIntyre – Harold Weiss
- Gus Rethwisch – Buzzsaw
- Professor Toru Tanaka – Subzero
- Richard Dawson – Damon Killian
- Karen Leigh Hopkins – Brenda
- Sven-Ole Thorsen – Sven
- Edward Bunker – Lenny
- Franco Columbu – ochroniarz

a także muzycy Mick Fleetwood jako Mic i Dweezil Zappa jako Stevie.